# Our Song (chanson d'Anne-Marie et Niall Horan)
Pour les articles homonymes, voir Our Song.
Singles par Anne-Marie
Way Too Long
(2021) Kiss My (Uh-Oh)
(2021)
Singles par Niall Horan
Moral of the Story
(2020) Everywhere
(2021)
Our Song est une chanson de la chanteuse anglaise Anne-Marie et du chanteur irlandais Niall Horan, publiée le 21 mai 2021 en tant que troisième single de leur deuxième album studio, Therapy et produite par TMS.  Les paroles de la ballade rappellent aux chanteurs une relation passée. 

## Contexte
En octobre 2020, Anne-Marie poste sur Instagram qu'elle se trouvait dans un studio d'enregistrement avec Horan ; ils écrivent trois chansons ensemble. La chanson est annoncée le 13 mai 2021, les chanteurs postent un clip de 10 secondes sur Twitter.

## Clip
Le clip est réalisé par Michael Holyk et met en scène les deux chanteurs dans le rôle d'amoureux à la Bonnie et Clyde, fuyant la police à bord d'une Jaguar XK120,.

## Certifications
| Pays        | Certification | Ventes  | Références |
| ----------- | ------------- | ------- | ---------- |
| Canada      | Or            | 40 000  | [ 5 ]      |
| Royaume-Uni | Or            | 400 000 | [ 6 ]      |

## Liens
- Ressources relatives à la musique :   - Genius
  - MusicBrainz (groupes de sorties)